# Надпись из Чангала

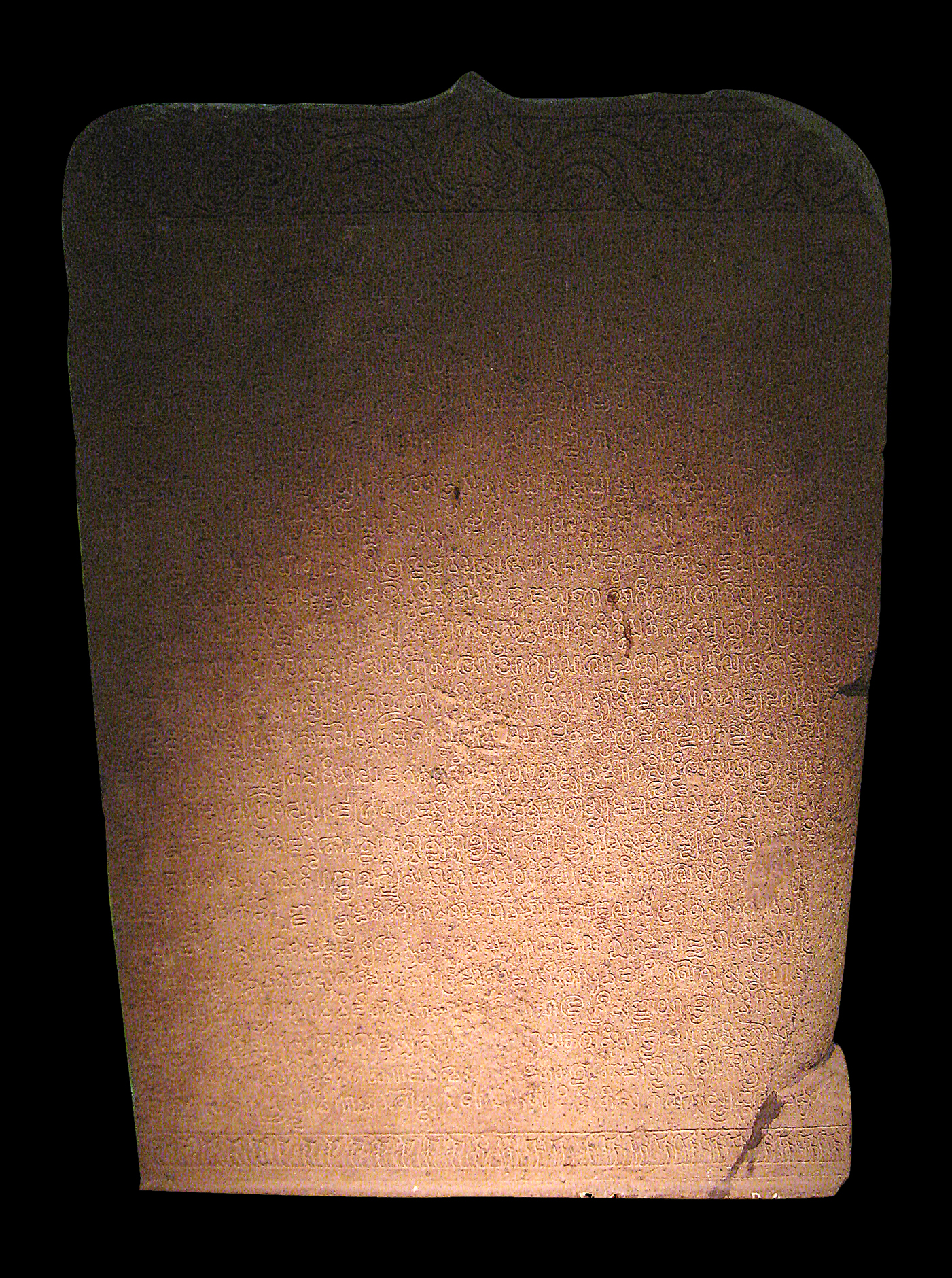
Надпись из Чанггала, Национальный музей Индонезии, Джакарта

Надпись из Чангала — санскритская надпись, датированная 732 годом, обнаруженная в храмовом комплексе Гунунг-Вукир в деревне Кадилувих, расположенной в округе Магеланг в индонезийской провинции Центральная Ява. Надпись сделана паллавским алфавитом. Она документирует указ царя Шри Санджайи, в котором он объявил себя верховным правителем Матарама.

## Содержание
Надпись описывает возведение лингама (символа Шивы) в стране Кунджаракунджа по приказу Санджайи. Лингам расположен на острове Ява, который в документе описывается как «богатый зерном и золотыми рудниками» :87–88 В надписи говорится, что «Явадвипа» («остров Ява») долгое время находился под властью мудрого и добродетельного царя Санны, но после его смерти он распался. В период смятения царя Шри Санджайи, сын Санныхи (сестры Санны), взошел на престол. Санджайя освоил священные писания, боевые искусства и проявил военное мастерство. После завоевания соседних областей его правление было мирным и процветающим. 
Надпись ссылается на Кунджаракунджа-десу, возможно, означая «землю монастырей Кунджара», которая была идентифицирована как монастырь Риши Агастья, индуистского Махариши, почитаемого в Южной Индии. Рамаяна содержит упоминание о посещении Эрмитажа Агастья в Кунджаре Рамой, Ситой и Лакшманой . 
Любопытно, что имя Санджайя, Санна и Саннаха упоминалось в Carita Parahyangan, книге более позднего периода, составленной около 16 века, которая предположительно ссылаются на тех же самых исторических персонажей. 